# Smittina terraenovae
Smittina terraenovae is een mosdiertjessoort uit de familie van de Smittinidae. De wetenschappelijke naam van de soort is voor het eerst geldig gepubliceerd in 1954 door Brown.